# Калугино (Псковская область)
Калугино — деревня в Бережанской волости Островского района Псковской области. 
Расположена в 17 км к западу от центра города Остров, к северо-западу от деревни Бурдино, на противоположном от неё правом (северном) берегу реки Утроя.
Постоянное население по состоянию на 2000 год в деревне отсутствовало.